# Guillaume de Guitaut
 (mars 2012).
Si vous disposez d'ouvrages ou d'articles de référence ou si vous connaissez des sites web de qualité traitant du thème abordé ici, merci de compléter l'article en donnant les références utiles à sa vérifiabilité et en les liant à la section « Notes et références ».
Guillaume de Pechpeyrou-Comminges, comte de Guitaut et marquis d'Époisses,, est un noble et militaire français, né le 5 octobre 1626 en Quercy et mort le 27 décembre 1685 à Paris.

## Famille et entourage
Il est le fils de Louis de Pechpeyrou-Comminges, comte de Guitaut, et de Jeanne d'Eygua, et le frère de Charles de Pechpeyrou-Comminges de Guitaut. 
Il épouse au printemps 1661 Madeleine de La Grange d'Arquien, cousine germaine de la reine de Pologne, fille du marquis d'Époisses et unique héritière de cette terre. Celle-ci meurt en 1667 sans lui avoir donné d'enfant, et il se remarie alors avec Antoinette-Élisabeth de Verthamon (1650-1724), dame de Bréau et fille de l'intendant François de Verthamon, de qui il aura neuf enfants : 
- Madeleine Émilie de Pechpeyrou-Comminges de Guitaut (1671-1762) ;
- Catherine de Pechpeyrou-Comminges de Guitaut (1673-1725) ;
- Marie Pulchérie de Pechpeyrou-Comminges de Guitaut (....-....) ;
- Virginie de Pechpeyrou-Comminges de Guitaut (1675-1697) ;
- Louise de Pechpeyrou-Comminges de Guitaut (1676-1683) ;
- Jeanne de Pechpeyrou-Comminges de Guitaut (1680-1704) ;
- Louis-Athanase de Pechpeyrou-Comminges de Guitaut (1681-1748), brigadier des armées du roi et inspecteur général d'infanterie, marié à Madeleine Chamillart ;
- Mélanie de Pechpeyrou-Comminges de Guitaut (1682-1742) ;
- Antoine-Cyprien de Pechpeyrou-Comminges de Guitaut (1683-1736).

Les difficultés rencontrées par Guillaume et son épouse pour avoir un fils faisaient sourire leur amie la marquise de Sévigné (« Enfin Monsieur vous avez un garçon ! Gardez-le bien car vous n'en faites pas quand vous voulez ! »).
Les Guitaut rencontrèrent Madame de Sévigné lors de l'incendie qui détruisit leur hôtel rue de Thorigny en 1671. Depuis, Guillaume la reçut fréquemment en son château d'Époisses, où l'on rencontrait également la comtesse de Toulongeon et la comtesse de Fiesque, et où la marquise adorait séjourner tant pour la beauté des lieux que pour la compagnie de son hôte (« Cette maison est d'une grandeur et d'une beauté surprenante, M. de Guitaut se divertit fort à la faire ajuster et y dépense bien de l'argent » ; « ... nous causons fort agréablement le maître du logis et moi. »).
Guillaume de Guitaut est également un proche du Grand Condé[réf. nécessaire] et du mémorialiste La Rochefoucauld.

## Biographie
Aîné de cinq fils, il est très tôt décidé que Guillaume hériterait la terre de Guitaut (en Quercy). À 16 ans il s'engage dans la carrière des armes, est admis dans les pages de Richelieu à Paris, puis à la grande écurie du roi. En 1646, il se porte volontaire pour rejoindre l'armée qui tente de reconquérir la Catalogne. Après l'échec du siège de Lérida, Mazarin charge le prince de Condé de cette mission difficile. Celui-ci préfère replier ses troupes et il remarque Guitaut lors de cette retraite. Charmé par ses qualités, il lui donne la charge d'enseigne, puis de cornette dans sa compagnie de chevau-légers.
Guillaume prend par la suite part à toutes les victoires du prince de Condé, mais est fait prisonnier à la bataille de Lens. Dès sa libération il regagne Paris, mais son protecteur est lui-même incarcéré, pendant l'épisode de la Fronde (le Grand Condé fut d'ailleurs arrêté par le grand-oncle maternel de Guillaume, François de Comminges de Guitaut). À sa libération, Guillaume retrouve sa place auprès du premier prince du sang et combat pour le compte du roi d'Espagne. C'est seulement en 1659 que, de retour en France, Guitaut apporte au roi la soumission de son maître. Au reste le roi d'Espagne, reconnaissant envers Condé, exigea une amnistie totale pour le prince et ses lieutenants (dont Guitaut).
Deux ans plus tard, Guillaume épouse Madeleine de La Grange d'Arquien, héritière du château d'Époisses en Bourgogne. À cette occasion, son oncle Charles de Guitaut démissionne en sa faveur de ses fonctions de gouverneur des îles de Lérins. Cette même année, Louis XIV offrit au prince de Condé de désigner celui de ses amis qu'il aimerait voir distingué par l'ordre du Saint-Esprit : il choisit Guillaume de Guitaut, lequel est par la même occasion fait chambellan et premier gentilhomme du prince. Pour le jeune seigneur de province c'est une ascension sociale inespérée et, dès lors, il mène un train de vie en adéquation avec son nouveau rang. Il séjourne régulièrement à Paris (car l'île Sainte-Marguerite n'est guère distrayante pour sa jeune épouse) et prend part au Grand Carrousel organisé par le roi pour célébrer la naissance du dauphin. Le jeune couple se rend également au château d'Époisses et entreprend de le rendre plus confortable. Le fromage d’Époisses a été importé à la cour par le comte de Guitaut, l’un des gentilshommes de la garde-robe de Louis XIV, il y connut une grande vogue. Mais Madeleine s'éteint brusquement en avril 1667.
Elle lègue le château au prince de Condé, afin de préserver l'intégrité de la seigneurie (un accord tacite voulait que le prince restituerait cette terre à Guillaume plus tard). En 1669, il se remarie avec Antoinette-Élisabeth de Verthamon (Condé encore une fois soutient son lieutenant en lui prêtant 200 000 livres) et cinq ans après la mort de Madeleine, le prince restitue Époisses aux Guitaut (il avait dans ce laps de temps réuni toutes les terres). 
Guillaume embellit encore son château avec l'aide de son épouse et réside désormais à l'année en Bourgogne. Le couple a neuf enfants, mais lors d'un voyage à Paris en 1685, Guillaume, pris de fortes fièvres, meurt.

## Sources
- Paul de Lacroix, La Fronde en Angoumois pendant les années 1651 et 1652, contenant le siège de Cognac, la prise des châteaux d'Ambleville, de Barbezieux, de la Tranchade et autres avantages remportés par le comte d'Harcourt sur le prince de Condé, 1863.
- Jean Vatout, Le château d'Eu : notices historiques, 1836.